# Ge Fortgens
Gerardus "Gerrit" Fortgens (Haarlem, 10 de julho de 1887 - 4 de maio de 1957) foi um futebolista neerlandês, medalhista olímpico.
Ge Fortgens competiu nos Jogos Olímpicos de Verão de 1912 em Estocolmo. Ele ganhou a medalha de bronze.